# 渥太華縣 (密歇根州)
渥太華縣（英語：Ottawa County）是美国密西根州西部的一個縣，西靠密歇根湖。面積4,227平方公里。根據美國2000年人口普查，共有人口238,314。縣治格蘭德港（Grand Haven）。該縣成立於1837年。縣名有兩種說法：一為當地的原住民渥太華族，另一為印第安語「商人」的意思。